# Fourth Division 1958-1959
La Fourth Division 1958-1959 è stato il 1º campionato inglese di calcio di quarta divisione. Il titolo di campione di lega fu vinto dal Port Vale, che salì in Third Division insieme a Coventry City (2º classificato), York City (3º classificato) e Shrewsbury Town (4º classificato).

## Stagione

### Antefatti
Il campionato nacque come conseguenza diretta dell'unificazione delle due divisioni (North e South) in cui era suddivisa la Third Division 1957-1958, la prima edizione della Fourth Division raccolse così le squadre classificate dal tredicesimo al ventiduesimo posto dei due gruppi, alle quali si aggiunsero le ultime due classificate, che vennero rielette in Football League.

### Selezione dei club
- Esito della votazione per l'elezione dei club in Fourth Division

| Club                | Lega                         | Voti | Verdetto   |
| ------------------- | ---------------------------- | ---- | ---------- |
| Millwall            | Third Division South         | 46   | Rieletto   |
| Exeter City         | Third Division South         | 43   | Rieletto   |
| Southport           | Third Division North         | 41   | Rieletto   |
| Crewe Alexandra     | Third Division North         | 35   | Rieletto   |
| Peterborough United | Midland League               | 15   | Non eletto |
| Wigan Athletic      | Lancashire Combination       | 4    | Non eletto |
| Hereford United     | Southern League              | 3    | Non eletto |
| Bedford Town        | Southern League              | 2    | Non eletto |
| Headington United   | Southern League              | 2    | Non eletto |
| King's Lynn         | Midland League               | 2    | Non eletto |
| Kettering Town      | Southern League              | 1    | Non eletto |
| South Shields       | North Eastern League         | 1    | Non eletto |
| Burton Albion       | Birmingham & District League | 0    | Non eletto |
| Gloucester City     | Southern League              | 0    | Non eletto |
| Morecambe           | Lancashire Combination       | 0    | Non eletto |
| Yeovil Town         | Southern League              | 0    | Non eletto |

### Regolamento
Le prime quattro classificate venivano promosse in Third Division, mentre le ultime quattro erano sottoposte al processo di rielezione.

## Squadre partecipanti
| Squadra              | Città                    | Stadio              | Stagione precedente                         |
| -------------------- | ------------------------ | ------------------- | ------------------------------------------- |
| Aldershot            | Aldershot                | Recreation Ground   | 18º posto in Third Division South           |
| Barrow               | Barrow-in-Furness        | Holker Street       | 18º posto in Third Division North           |
| Bradford Park Avenue | Bradford                 | Park Avenue         | 22º posto in Third Division North           |
| Carlisle United      | Carlisle                 | Brunton Park        | 16º posto in Third Division North           |
| Chester              | Chester                  | Sealand Road        | 21º posto in Third Division North           |
| Crewe Alexandra      | Crewe                    | Gresty Road         | 24º posto in Third Division North, rieletto |
| Crystal Palace       | Londra (Croydon)         | Selhurst Park       | 14º posto in Third Division South           |
| Coventry City        | Coventry                 | Highfield Road      | 19º posto in Third Division South           |
| Darlington           | Darlington               | Feethams Ground     | 20º posto in Third Division North           |
| Exeter City          | Exeter                   | St James Park       | 24º posto in Third Division South, rieletto |
| Gateshead            | Gateshead                | Redheugh Park       | 14º posto in Third Division North           |
| Gillingham           | Gillingham               | Priestfield Stadium | 22º posto in Third Division South           |
| Hartlepool United    | Hartlepool               | Victoria Park       | 17º posto in Third Division North           |
| Millwall             | Londra (Bermondsey)      | The Den             | 23º posto in Third Division South, rieletto |
| Northampton Town     | Northampton              | County Ground       | 13º posto in Third Division South           |
| Oldham Athletic      | Oldham                   | Boundary Park       | 15º posto in Third Division North           |
| Port Vale            | Stoke on Trent (Burslem) | Vale Park           | 15º posto in Third Division South           |
| Shrewsbury Town      | Shrewsbury               | Gay Meadow          | 17º posto in Third Division South           |
| Southport            | Southport                | Haigh Avenue        | 23º posto in Third Division North, rieletto |
| Torquay United       | Torquay                  | Plainmoor           | 21º posto in Third Division South           |
| Walsall              | Walsall                  | Fellows Park        | 20º posto in Third Division South           |
| Watford              | Watford                  | Vicarage Road       | 16º posto in Third Division South           |
| Workington           | Workington               | Borough Park        | 19º posto in Third Division North           |
| York City            | York                     | Bootham Crescent    | 13º posto in Third Division North           |

## Classifica finale
|  | Pos. | Squadra          | Pt | G  | V  | N  | P  | GF  | GS  | QR    |
|  | ---- | ---------------- | -- | -- | -- | -- | -- | --- | --- | ----- |
|  | 1    | Port Vale        | 64 | 46 | 26 | 12 | 8  | 110 | 58  | 1.897 |
|  | 2    | Coventry City    | 60 | 46 | 24 | 12 | 10 | 84  | 47  | 1.787 |
|  | 3    | York City        | 60 | 46 | 21 | 18 | 7  | 73  | 52  | 1.404 |
|  | 4    | Shrewsbury Town  | 58 | 46 | 24 | 10 | 12 | 101 | 63  | 1.603 |
|  | 5    | Exeter City      | 57 | 46 | 23 | 11 | 12 | 87  | 61  | 1.426 |
|  | 6    | Walsall          | 52 | 46 | 21 | 10 | 15 | 95  | 64  | 1.484 |
|  | 7    | Crystal Palace   | 52 | 46 | 20 | 12 | 14 | 90  | 71  | 1.268 |
|  | 8    | Northampton Town | 51 | 46 | 21 | 9  | 16 | 85  | 78  | 1.090 |
|  | 9    | Millwall         | 50 | 46 | 20 | 10 | 16 | 76  | 69  | 1.101 |
|  | 10   | Carlisle Utd     | 50 | 46 | 19 | 12 | 15 | 62  | 65  | 0.954 |
|  | 11   | Gillingham       | 49 | 46 | 20 | 9  | 17 | 82  | 77  | 1.065 |
|  | 12   | Torquay Utd      | 44 | 46 | 16 | 12 | 18 | 78  | 77  | 1.013 |
|  | 13   | Chester          | 44 | 46 | 16 | 12 | 18 | 72  | 84  | 0.857 |
|  | 14   | Bradford PA      | 43 | 46 | 18 | 7  | 21 | 75  | 77  | 0.974 |
|  | 15   | Watford          | 42 | 46 | 16 | 10 | 20 | 81  | 79  | 1.025 |
|  | 16   | Darlington       | 42 | 46 | 13 | 16 | 17 | 66  | 68  | 0.971 |
|  | 17   | Workington       | 41 | 46 | 12 | 17 | 17 | 63  | 78  | 0.808 |
|  | 18   | Crewe Alexandra  | 40 | 46 | 15 | 10 | 21 | 70  | 82  | 0.854 |
|  | 19   | Hartlepool Utd   | 40 | 46 | 15 | 10 | 21 | 74  | 88  | 0.841 |
|  | 20   | Gateshead        | 40 | 46 | 16 | 8  | 22 | 56  | 85  | 0.659 |
|  | 21   | Oldham Athletic  | 36 | 46 | 16 | 4  | 26 | 59  | 84  | 0.702 |
|  | 22   | Aldershot        | 35 | 46 | 14 | 7  | 25 | 63  | 97  | 0.649 |
|  | 23   | Barrow           | 28 | 46 | 9  | 10 | 27 | 51  | 104 | 0.490 |
|  | 24   | Southport        | 26 | 46 | 7  | 12 | 27 | 41  | 86  | 0.477 |

Legenda:
      Promosso in Third Division 1959-1960.
      Rieletto nella Football League.
Regolamento:
Due punti a vittoria, uno a pareggio, zero a sconfitta.
A parità di punti le squadre venivano classificate secondo il quoziente reti.